# Fernando Zóbel
Fernando Zóbel d'Ayala y Montojo (Manila, 27 d'agost de 1924 – Roma, 2 de juny de 1984) va ser un pintor abstracte espanyol del segle XX.

## Biografia
Nascut en el si d'una de les famílies més influents de les Filipines, Família Zóbel d'Ayala, es va dedicar fonamentalment a la pintura abstracta, es va llicenciar en Filosofia i Lletres, Magna Cum Laude per la Universitat Harvard, amb un estudi sobre García Lorca. En aquesta època s'interessa cada vegada més per la pintura, i de fet comença a pintar ja el 1942, quan per una lesió de columna queda immobilitzat durant algun temps.
La seva primera exposició va tenir lloc a Boston el 1951, i a continuació, va exposar a Manila el 1952. Una de les principals influències artístiques d'aquest període va ser Mark Rothko, així com la fotografia i les seves gairebé infinites possibilitats. L'any 1955 torna a Espanya, i coneix als artistes a l'avantguarda de l'època: Luis Feito, Antonio Lorenzo, Gerardo Rueda, Manuel Millares, Eusebio Sempere, Antonio Saura, Bonifacio Alfonso ... No obstant això, segueix vivint a les Filipines, on la Universidad de Santo Tomás de Manila li concedeix un doctorat honoris causa. També imparteix classes d'art a la Universitat Ateneu de Manila.
A partir dels anys seixanta del segle xx comença una evolució com a pintor abstracte, desenvolupant un estil característic, en el qual sens dubte la cal·ligrafia xinesa representa un dels influxos més evidents. Els quadres de Zóbel són d'aparença simple i espontània, encara que estan creats a partir després d'un estudi minuciós i una planificació perfecta. El 1966 funda el Museo de Arte Abstracto Español, a Conca, col·laborant en el disseny d'aquest museu, els pintors Gerardo Rueda, Gustavo Torner, Manuel Millares, Antonio Lorenzo, Sempere, Antonio Saura, Martin Chirino, Bonifacio Alfonso, Luis Feito, etc. El que es denomina Grup de Conca. El 1980, quatre anys abans de la seva mort, dona tot el fons del museu a la Fundación Juan March, la qual segueix mantenint-ho i administrant-ho fins al dia d'avui. La seva mort es va produir a Roma el 2 de juny de 1984, a causa d'un infart. Les seves restes mortals es troben en el cementiri de San Isidro, a Conca, sobre la Falç del Xúquer que tantes vegades va pintar. El 22 d'octubre de 2010, el President d'Adif, Antonio González Marín, va anunciar que la nova Estació d'Alta Velocitat de Conca rebria el nom de "Conca Fernando Zóbel" en honor de la gran aportació del pintor a la ciutat.